# Juan José Araoz
Juan José Araoz Otayra (Lima, ? - 1918) fue un político peruano. 
Fue elegido senador por el departamento del Cusco en 1872 durante el gobierno de Manuel Pardo. En 1874 fue elegido como senador por el recientemente creado departamento de Apurímac y reelecto en 1876 durante el gobierno de Mariano Ignacio Prado. En su gestión pretendió que la capital de dicho departamento, inicialmente establecida en Abancay, fuera mudada a Andahuaylas sin éxito.
En su juventud, formó parte del grupo de socios fundadores del Club Nacional, establecido en Lima en 1855.